# Szaió

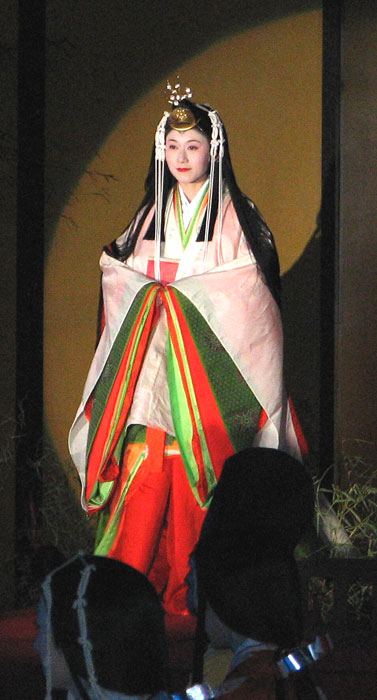
Szaió dzsúnihitoében (十二単), ami egy elegáns heian kori kimonó (a 2007-es Szaió Macuriban)

A szaió (斎 王), más néven Icuki no Miko (斎 皇 女), a japán császári család olyan női tagja, aki nem házasodott meg, Iszébe küldték, hogy szolgálja az Iszei Nagyszentélyt, a 7. századtól egészen a 14. századig. A szaió lakóhelye Szaikú (斎 宮), más néven Icuki-no-mija (い つ き の み や). Szaikú maradványai Meiva városban, Miében, Japánban találhatók. 

## Eredet
A japán legenda szerint körülbelül 2000 évvel ezelőtt az isteni Jamatohime-no-mikoto, Szuinin császár leánya elindult a Nara prefektúrabeli Miva hegytől, hogy állandó helyet keressen Amateraszu Ómikami istennő imádatához. A keresés 20 évig tartott, és végül elhozta Iszébe, Mie prefektúrába, ahol az Isze-szentély most áll. Jamatohime-no-mikoto útja előtt az Amateraszu-omikamit a Yamato Császári Palotákban imádták.
A Man'jósú (a tízezer levelek antológiája) szerint az első szaió, aki Iszében szolgált, Óku hercegnő volt, Tenmu császár lánya, a japán történelem Aszuka korszakában. A Gendzsi Szerelmi című könyv Aoi, Szakaki és Jugao fejezeteiben említésre kerültek a szaiók, szintúgy, mint az Isze Meséi (Isze Monogatari) 69. fejezetében.
A XIII. században Dzsien japán költő, történész és buddhista szerzetes feljegyezte a Gukansóban (愚管抄), hogy Szuinin császár uralkodása alatt nevezték ki az első nagypapot (szaigu) Isze-szentélyére. Hajasi Gahó 17. századi Nihon Ódai Icsiran (日本王代一覧), krónika a japán császárokról, valamivel nagyobb kiterjesztésben, elmagyarázta, hogy Szuinin ideje óta a császár lánya szinte mindig főpapnői kinevezésre került, de az évszázadok során voltak olyan idők, amikor a császárnak nem volt lánya; és ilyen körülmények között a császár közeli hozzátartozójának leányát nevezték ki, hogy kitöltse az idő előtti üresedést.

## Szerepe
A szaió szerepe az volt, hogy a császár nevében Iszei szentély főpapnőjeként szolgáljon, hogy reprezentálja Jamatohime-no-mikoto szerepét. Egy évben három szertartást tartottak a szentélyben, ahol a szaió békéért és védelemért imádkozott. Minden év júniusában és novemberében a Cukinamiszai Fesztivál elő adására a szentélybe költözött. Szeptemberben, az ókori naptárban Kannameszai Fesztiválon (神 嘗 祭) szerepelt és felajánlásokat tett az évi új gabonatermés kamijának. Az élet a Szaikúban nagyrészt békés volt. A szaió sok időt tölthetett vaka-versek készítésével, Ójodo-parton fekvő kagylók gyűjtésével, vagy a vízen csónakázva a költészet gyakorlásával, és közben várakozott, hogy mikor hívják vissza Kiotóba. 

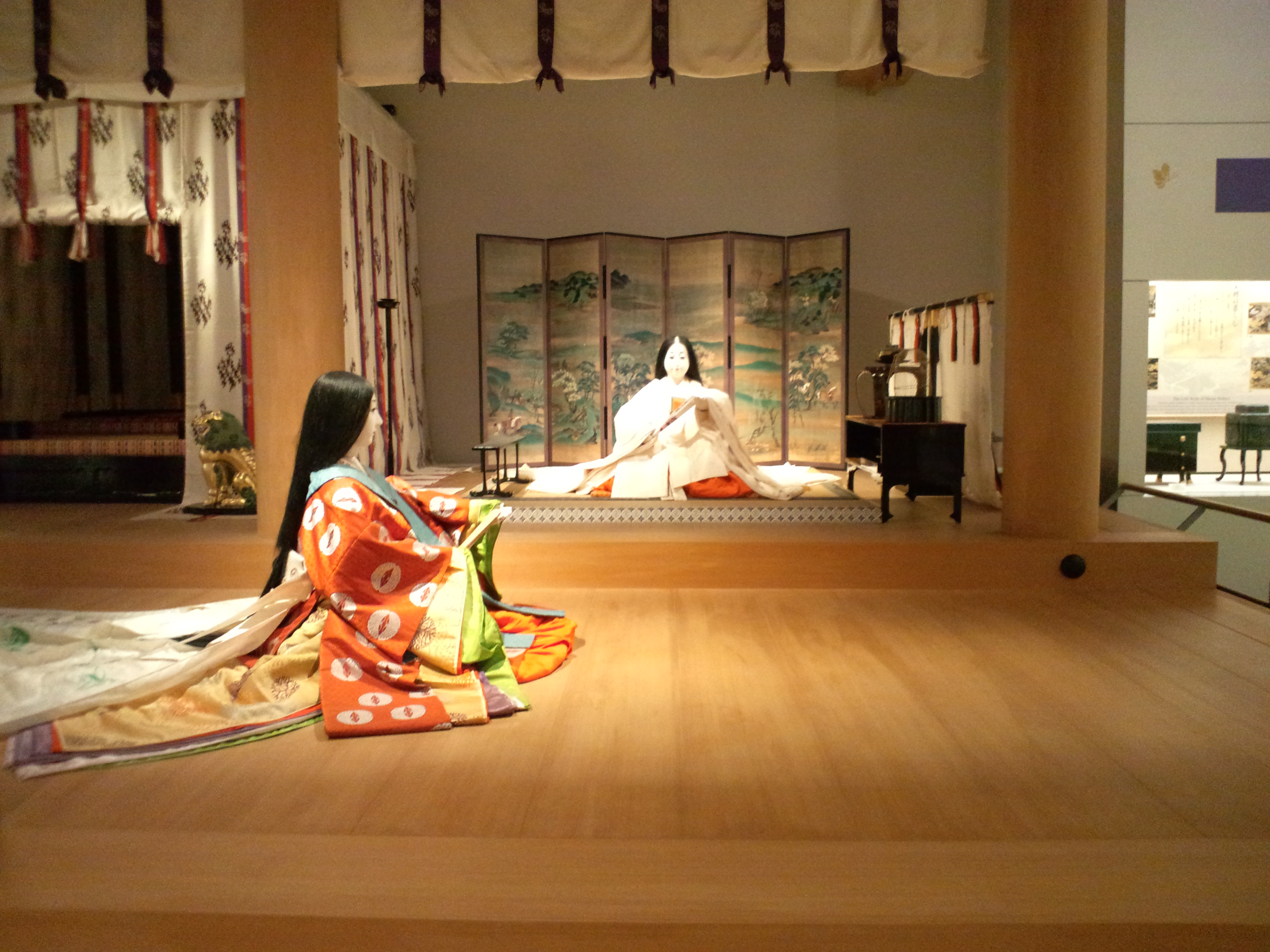
A szaió szobája a Szaikú Történeti Múzeumban

## Kiválasztási folyamat
Amikor az egykori császár meghalt, vagy lemondott a trónról, vagy a régi szaió hozzátartozója meghalt, vagy amikor egy bizonyos politikai hatalom megkövetelte, a régi szaiót visszahívták a fővárosba, és egy új szaiót választottak az új császár nem házas női rokonai közül, teknőshéj vagy szarvascsontok használatával. Az új szaió ezután egy tisztítási időszakon megy át, mielőtt 500 emberrel együtt elindulna Szaikú felé. Egészen addig nem térhet vissza a fővárosba, amíg a következő császár vissza nem hívja.
Az új szaió kiválasztása után a jelenlegi szaió és a gyülekezete visszatér a fővárosba, hogy újra folytathassák életüket a császári udvar részeként. Gyakran előfordult, hogy a szaió nagyon fiatal volt, amikor elhagyta a fővárost hogy Szaikúba menjen, és csak a tizenévesen vagy a húszas éveinek elejét járta amikor visszatért a fővárosba. Nagy megtiszteltetésnek számított az, ha valaki feleségül vett egy korábbi Szaiót, mert az az idő amit Szaikúban töltött, segített a saját és a kísérete pozíciójának emelkedésében a császári udvarban.

## Felvonulás Szaikú felé

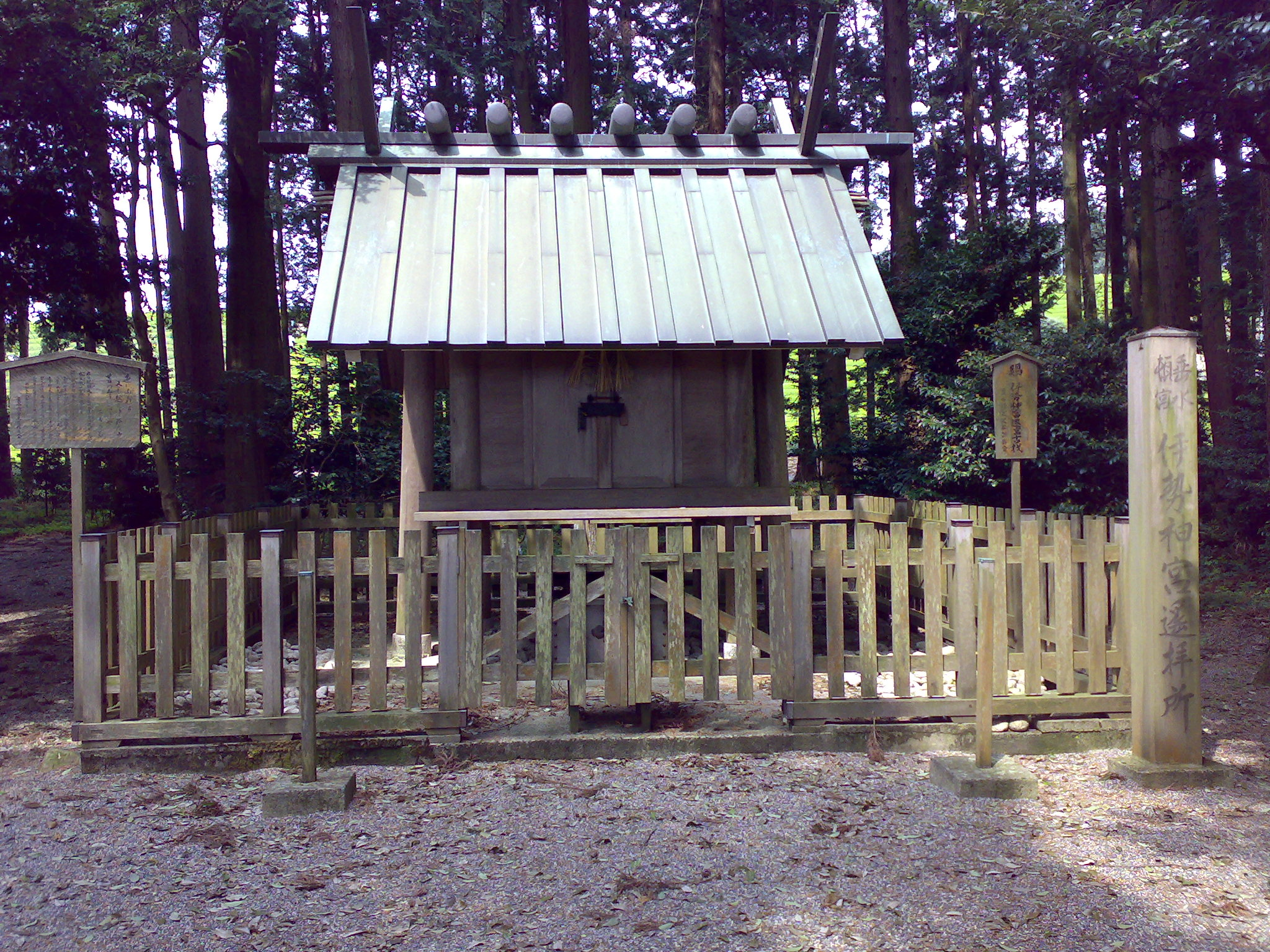
A Tarumi-tongú ideiglenes lakóhely

Az alábbiakban a szaiófelvonulás útvonalainak magyarázata látható, miután a főváros 794-ben Heian-kjóba költözött.
A felvonulás a ma Kiotó nyugati oldalán található Arasijama kerületben kezdődött. A Heian-korszakban az egymást követő császári hercegnők egy vagy több évig tartózkodtak a Nonomija szentélyben, hogy megtisztítsák magukat, mielőtt a császári család képviselőjeként az Isze-szentélybe mennek. A kortárs éves felvonulások a Heian-korszak alatti a császári udvarból származó képekből újból létrehozzák a jelenetet, amely a szentélytől kiindulva a Togecu-kjo híd Arasijamáig folytatódik.
A szaió Kiotóból induló felvonulása a Szaikúig, a szaió hivatalos rezidenciájáig Iszében, a Japánban volt legnagyobb menet ebben az időben. Akár 500 ember is elindult Kiotóból a szaió gyülekezetének részeként a hatnapos és ötnapos utazásra. Kiotóból kelet felé haladtak, átszelve a Szuzuka-hágót, amely kétségkívül az utazás legnehezebb része volt. Miután elhagyták a hágót, a gyülekezet leereszkedett az Isze-térségbe, és dél felé fordult, végül elérve a Kusida folyót (櫛 田 川). Itt a szaió megállt, és nekiállt egy végleges tisztító szertartásnak, mielőtt átkelne a folyón, és Szaikúba menne. A szaiónak várhatóan Szaikúban kellett maradnia mindaddig, amíg a császár, akit képviselt, meghalt vagy elhagyta a trónt. A szaió csak a közeli hozzátartozó halálának biztosításával engedélyezett a Kiotóba visszatérni. Amikor Kiotóba utazott vissza, egy másik útvonalon mentek át a hegyek között Naráig, majd Oszaka-öbölbe, ahol egy ünnepséget kellett végrehajtani, mielőtt végleg visszatérhetne a fővárosba.

## Szaiók a japán irodalomból

### Óku hercegnő
Manjosú (A tízezer levél antológiája) meséli a történetet, amely szerint Óku hercegnő az első szaió, aki az Isze-szentélyen szolgált. Tenmu császár lánya, aki japán 40. császára (a hagyományos öröklésrend szerint). Óku hercegnő és öccse, Ócu herceg túlélte a Dzsinsin incidenst. Szaió szerepének betöltése után, 686-ban a bátyja meghalt, ezért Óku hercegnő mentesült a feladatai alól, és visszatért Yamatóba. Itt ő őrizte testvére maradványait a Futakami hegynél, mielőtt vége lett volna életének 41 éves korában. 

### Josiko hercegnő
A Gendzsi szerelmei Rokudzso-no-mijaszudokoro történetét meséli el, amelyről úgy vélik, hogy Josiko hercegnőn alapszik, aki 936-tól szaióként szolgált 945-ig. A Gendzsi Szerelmeiben Rokudzso-no-mijaszudokoro lett az Isze-szentély szaiója 8 évesen, a szentélyben 9 évig. Miután visszatért a fővárosba, Murakami császár házastársa lett, és megszülte Noriko hercegnőt. Kiotóban híressé vált sokszínű életmódja, a waka költészet és a zene iránti érdeklődése miatt. A történet szerint beleszeret Gendzsi hercegbe, de féltékeny természete két riválisának halálát okozza. Amikor 13 éves lányát szaiónak választják, Rokudzso-no-mijaszudokoro úgy dönt, hogy csatlakozik hozzá Szaikúba, hogy túl tudja tenni magát a Gendzsi iránti érzésein. 

### Jaszuko hercegnő
Arivara-no-Narihira és a 31. szaió, Jaszuko hercegnő (szaió 859-től 876-ig szolgált) szerelmi történetét, mondja el az Isze meséi 69. fejezete. Arivara-no-Narihira, aki akkoriban híres volt a jó kinézetéről, Jaszuko hercegnő unokatestvérével házasodott össze, de a Szaikúban való találkozáskor a tiltott szerelembe estek Jaszuko hercegnővel. Engedve a csábításnak titokban találkoznak egy az Ójodo kikötő partján lévő fenyőfa alatt, hogy felfedjék egymás iránti érzéseiket, és megígérjék, hogy újra találkoznak a következő éjszakán. De ez az első titkos találkozó volt egyben az utolsó is, mivel Narihira másnap elindult Owari tartományba. Jaszuko hercegnő látta, hogy Narihira elmegy, és soha többé nem látták egymást, bár azt mondják, hogy Jaszuko hercegnő a rövid szerelmi kapcsolat eredményeképpen gyermeket szült. 

## A szaiórendszer vége
Nem teljesen világos, mikor ért véget a szaiórendszer, de annyi tudott, hogy ez a Nanboku-csó periódus zűrzavarában történt, amikor két rivális birodalmi bíróság létezett, Kiotóban és Josinóban. A szaiórendszer ebben az időszakban folyamatosan hanyatlott, Szaikú is csak egy vidéki rizstermesztő faluvá válik a rendszer összeomlása után.
Habár Szaikú területe megmaradt, pontosan nem volt világos, hogy a régi birodalmi város hol állt, egészen addig, amíg 1970-ben kerámiamaradványt ástak ki a Szaikú-vidék, Meiva városi lakóházak építése során. Az első leletek helyén egy modern múzeum épült, és a régészeti ásatások folytatódnak, minden nyáron Japán egész területéről származó önkéntes iskolás gyermekek segítségével. Habár a fő szaió-rezidencia helyszínét felfedezték, nagy része a fő Kintecu Isze vasútvonal alatt helyezkedik el, ezért nem elérhető. Icukinomija történelmi élményterme, egy hagyományos technikákat alkalmazó épületrekonstrukció az 1990-es években épült, és a Szaiku állomás mellett áll a helyi Kintecu vasútvonalon, legfeljebb 200 méterre az eredeti helyszíntől. 

## Ünnepek

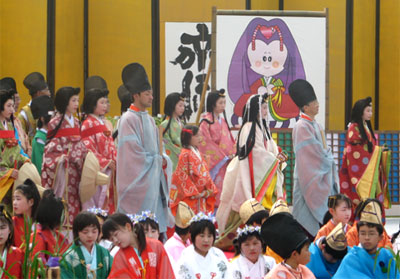
A 2007-es Szaió Matsuri Meivában, Mie prefektúrában

Az Aoi Macuri (葵祭, 'mályvarózsaünnep'), a három fő fesztivál közül az első, minden évben Kiotóban tartották meg, ami Szaió Heian kori időszakát mutatja be egy körmenet Shimigamo-szentélyig. Ez a fesztivált minden évben május 15-én tartják meg, 2006-ban 511 embert öltözött hagyományos Heian kori udvari ruházatba, 40 tehén és ló is felvonult. A fesztiválról azt mondják, hogy a 6. században kezdődött, amikor a császár küldte képviselőit Shimogamo és Kamigamo Shines számára, hogy imádkozzon a jó terméstől. 
A Szaió Macurit minden év június első hétvégéjén Meiva városában, Mie prefektúrában tartják. Először 1983-ban tartották meg a szaió menetét Szaikúból a közeli Isze-szentélyig. Több mint 100 ember öltözött a hagyományos Heian korabeli jelmezbe a régi Isze Kaidó (zarándokút) egy szakaszán, mielőtt a Szaikú Múzeum székhelyére ért volna. 

## Szaiók listája
Tenmi császár szaiórendjének megalakulása után ezek a főpapnők voltak az Isze-szentélyben.
Szaiók, aki Szaikúban szolgáltak:
| Szaió     |                    |            |                      |                      |                        |  |
| Dátum     | Szaió              | Japán név  | Születés / Halál éve | kijelölő személy     | Kapcsolat a császárral |  |
| 673–686   | Óku hercegnő       | 大来皇女   | 661–701              | Tenmu császár        | Lánya                  |  |
| 698–701   | Taki hercegnő      | 多紀皇女   | ?–751                | Monmu császár        | Nagynénje              |  |
| 701–706?  | Izumi hercegnő     | 泉内親王   | ?–734                | Monmu császár        | Távoli rokon           |  |
| 706–707?  | Takata hercegnő    | 田形内親王 | ?–728                | Monmu császár        | Nagynénje              |  |
| 715?–721  | Kusze hercegnő     | 久勢女王   |                      | Empress Gensó        |                        |  |
| 721–730?  | Inoe hercegnő      | 井上内親王 | 717–775              | Sómu császár         | Lánya                  |  |
| 744?–749  | Agata hercegnő     | 県女王     |                      | Sómu császár         |                        |  |
| 749–756?  | Ojake hercegnő     | 小宅女王   |                      | Empress Kóken        | Távoli rokon           |  |
| 758–764?  | Jamao hercegnő     | 山於女王   |                      | Dzsunnin császár     |                        |  |
| 772–775?  | Szakahito hercegnő | 酒人内親王 | 754–829              | Kónin császár        | Lánya                  |  |
| 775?–781? | Kijoniva hercegnő  | 浄庭女王   |                      | Kónin császár        | Távoli rokon           |  |
| 782–796   | Aszahara hercegnő  | 朝原内親王 | 779–817              | Kanmu császár        | Lánya                  |  |
| 796–806   | Fusze hercegnő     | 布勢内親王 | ?–812                | Kanmu császár        | Lánya                  |  |
| 806–809   | Óhara hercegnő     | 大原内親王 | ?–863                | Heizei császár       | Lánya                  |  |
| 809–823   | Josiko hercegnő    | 仁子内親王 | ?–889                | Szaga császár        | Lánya                  |  |
| 823–827   | Udzsiko hercegnő   | 氏子内親王 | ?–885                | Dzsunna császár      | Lánya                  |  |
| 828–833   | Josiko hercegnő    | 宜子女王   |                      | Dzsunna császár      | Unokahúg               |  |
| 833–850   | Hiszako hercegnő   | 久子内親王 | ?–876                | Ninmjó császár       | Lánya                  |  |
| 850–858   | Jaszuko hercegnő   | 晏子内親王 | ?–900                | Montoku császár      | Lánya                  |  |
| 859–876   | Jaszuko hercegnő   | 恬子内親王 | ?–913                | Szeiva császár       | Mostohatestvér         |  |
| 877–880   | Szatoko hercegnő   | 識子内親王 | 874–906              | Józei császár        | Mostohatestvér         |  |
| 882–884   | Nagako hercegnő    | 掲子内親王 | ?–914                | Józei császár        | Nagynénje              |  |
| 884–887   | Sigeko hercegnő    | 繁子内親王 | ?–916                | Kókō császár         | Lánya                  |  |
| 889–897   | Motoko hercegnő    | 元子女王   |                      | Uda császár          | Távoli rokon           |  |
| 897–930   | Jaszuko hercegnő   | 柔子内親王 | ?–959                | Daigo császár        | Testvér                |  |
| 931–936   | Maszako hercegnő   | 雅子内親王 | 909–954              | Szuzaku császár      | Mostohatestvér         |  |
| 936       | Szajoko hercegnő   | 斉子内親王 | 921–936              | Szuzaku császár      | Mostohatestvér         |  |
| 936–945   | Josiko hercegnő    | 徽子女王   | 929–985              | Szuzaku császár      | Unokahúg               |  |
| 946       | Hanako hercegnő    | 英子内親王 | 921–946              | Murakami császár     | Mostohatestvér         |  |
| 947–954   | Josiko hercegnő    | 悦子女王   |                      | Murakami császár     | Unokahúg               |  |
| 955–967   | Rakusi hercegnő    | 楽子内親王 | 952–998              | Murakami császár     | Lánya                  |  |
| 968–969   | Szukeko hercegnő   | 輔子内親王 | 953-992              | Murakami császár     | Lánya                  |  |
| 969–974   | Takako hercegnő    | 隆子女王   | ?–974                | Akiakira herceg      | Lánya                  |  |
| 975–984   | Noriko hercegnő    | 規子内親王 | 949–986              | Murakami császár     | Lánya                  |  |
| 984–986   | Szaishi hercegnő   | 済子女王   |                      | Akiakira herceg      | Lánya                  |  |
| 986–1010  | Kyōshi hercegnő    | 恭子女王   | 984–?                | Tamehira herceg      | Lánya                  |  |
| 1012–1016 | Masako hercegnő    | 当子内親王 | 1001–1023            | Sanjō császár        | Lánya                  |  |
| 1016–1036 | Szensi hercegnő    | 嫥子女王   | 1005–1074            | Tomohira herceg      | Lánya                  |  |
| 1036–1045 | Nagako hercegnő    | 良子内親王 | 1029–1077            | Go-Szuzaku császár   | Lánya                  |  |
| 1046–1051 | Josiko hercegnő    | 嘉子内親王 | c.1030–?             | Go-Reizei császár    |                        |  |
| 1051–1068 | Tagako hercegnő    | 敬子女王   |                      | Go-Reizei császár    |                        |  |
| 1069–1072 | Toshiko hercegnő   | 俊子内親王 | 1056–1132            | Go-Sandzsó császár   |                        |  |
| 1073–1077 | Atsuko hercegnő    | 淳子女王   |                      | Shirakawa császár    |                        |  |
| 1078–1084 | Jaszuko hercegnő   | 媞子内親王 | 1076–1096            | Shirakawa császár    |                        |  |
| 1087–1107 | Josiko hercegnő    | 善子内親王 | 1077–1132            | Horikawa császár     |                        |  |
| 1108–1123 | Aiko hercegnő      | 恂子内親王 | 1093–1132            | Toba császár         |                        |  |
| 1123–1141 | Moriko hercegnő    | 守子女王   | 1111–1156            | Sutoku császár       |                        |  |
| 1142–1150 | Josiko hercegnő    | 妍子内親王 | ?-1161               | Konoe császár        |                        |  |
| 1151–1155 | Josiko hercegnő    | 喜子内親王 |                      | Konoe császár        |                        |  |
| 1156–1158 | Asako hercegnő     | 亮子内親王 | 1147–1216            | Go-Shirakawa császár |                        |  |
| 1158–1165 | Josiko hercegnő    | 好子内親王 | 1148–1192            | Nijō császár         |                        |  |
| 1165–1168 | Nobuko hercegnő    | 休子内親王 | 1157–1171            | Rokujō császár       |                        |  |
| 1168–1172 | Atsuko hercegnő    | 惇子内親王 | 1158–1172            | Takakura császár     |                        |  |
| 1177–1179 | Isako hercegnő     | 功子内親王 | 1176-?               | Takakura császár     |                        |  |
| 1185–1198 | Sayoko hercegnő    | 潔子内親王 | 1179–1227 után       | Go-Toba császár      |                        |  |
| 1199–1210 | Sumiko hercegnő    | 粛子内親王 | 1196-?               | Tsuchimikado császár |                        |  |
| 1215–1221 | Hiroko hercegnő    | 熙子内親王 | 1205-?               | Juntoku császár      |                        |  |
| 1226–1232 | Toshiko hercegnő   | 利子内親王 | 1197–1251            | Go-Horikawa császár  |                        |  |
| 1237–1242 | Teruko hercegnő    | 昱子内親王 | 1231–1246            | Shijō császár        |                        |  |
| 1244–1246 | Akiko hercegnő     | 曦子内親王 | 1224–1262            | Go-Saga császár      |                        |  |
| 1262–1272 | Jaszuko hercegnő   | 愷子内親王 | 1249–1284            | Kameyama császár     |                        |  |
| 1306–1308 | Masako hercegnő    | 弉子内親王 | 1286–1348            | Go-Nijō császár      |                        |  |
| 1330–1331 | Josiko hercegnő    | 懽子内親王 | 1315–1362            | Go-Daigo császár     |                        |  |
| 1333-1334 | Sachiko hercegnő   | 祥子内親王 |                      | Go-Daigo császár     |                        |  |